# Le Christ jaune
Le Christ jaune est un tableau réalisé par  Paul Gauguin en 1889 à Pont-Aven (Finistère). Avec Le Christ vert, c'est une œuvre majeure du symbolisme.
Depuis 1946, l'œuvre est conservée à la galerie d'art Albright-Knox de Buffalo, aux États-Unis.

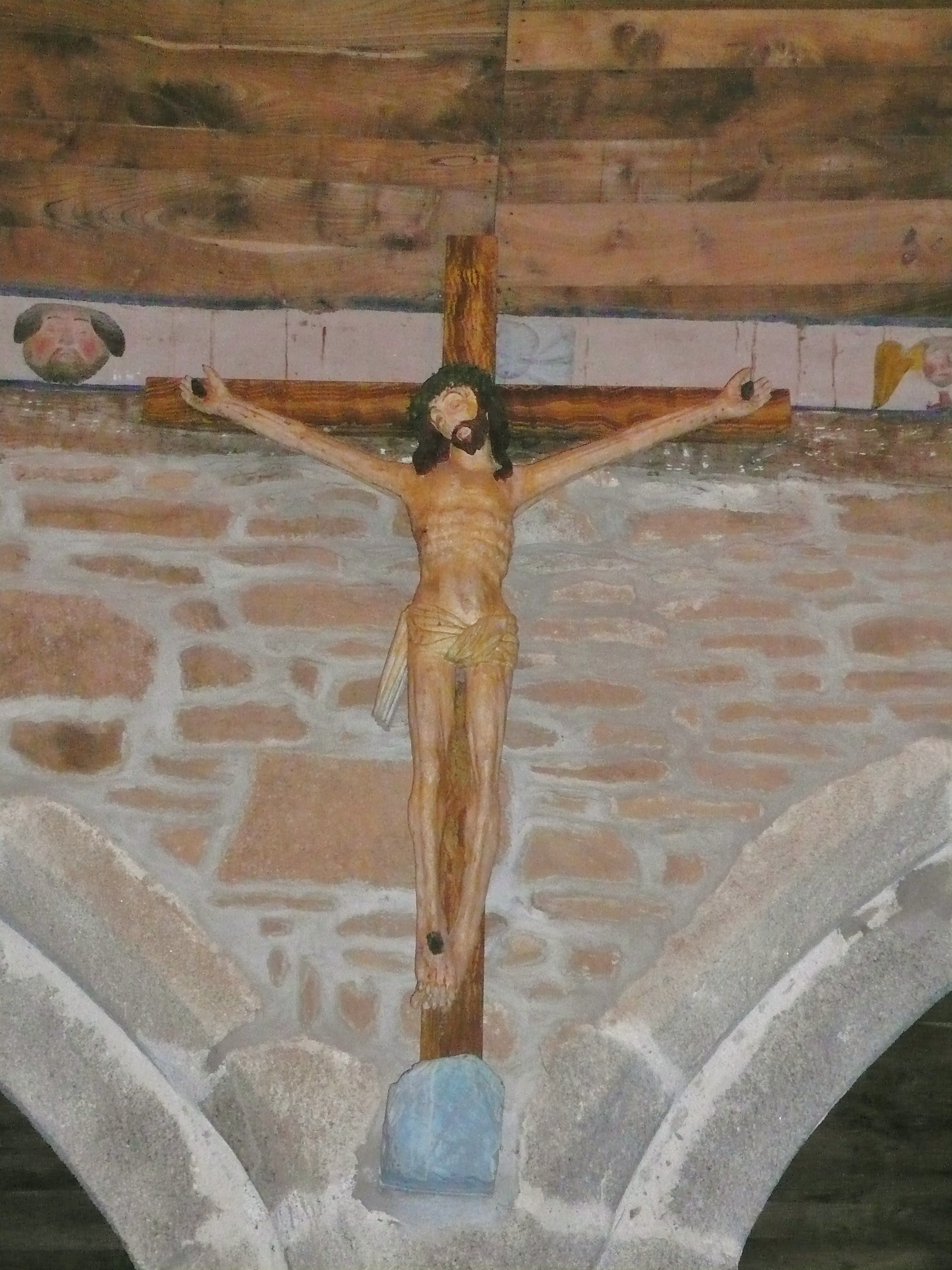
Dans la chapelle Notre-Dame de Trémalo à Pont-Aven, le Christ dont Gauguin s'est inspiré.
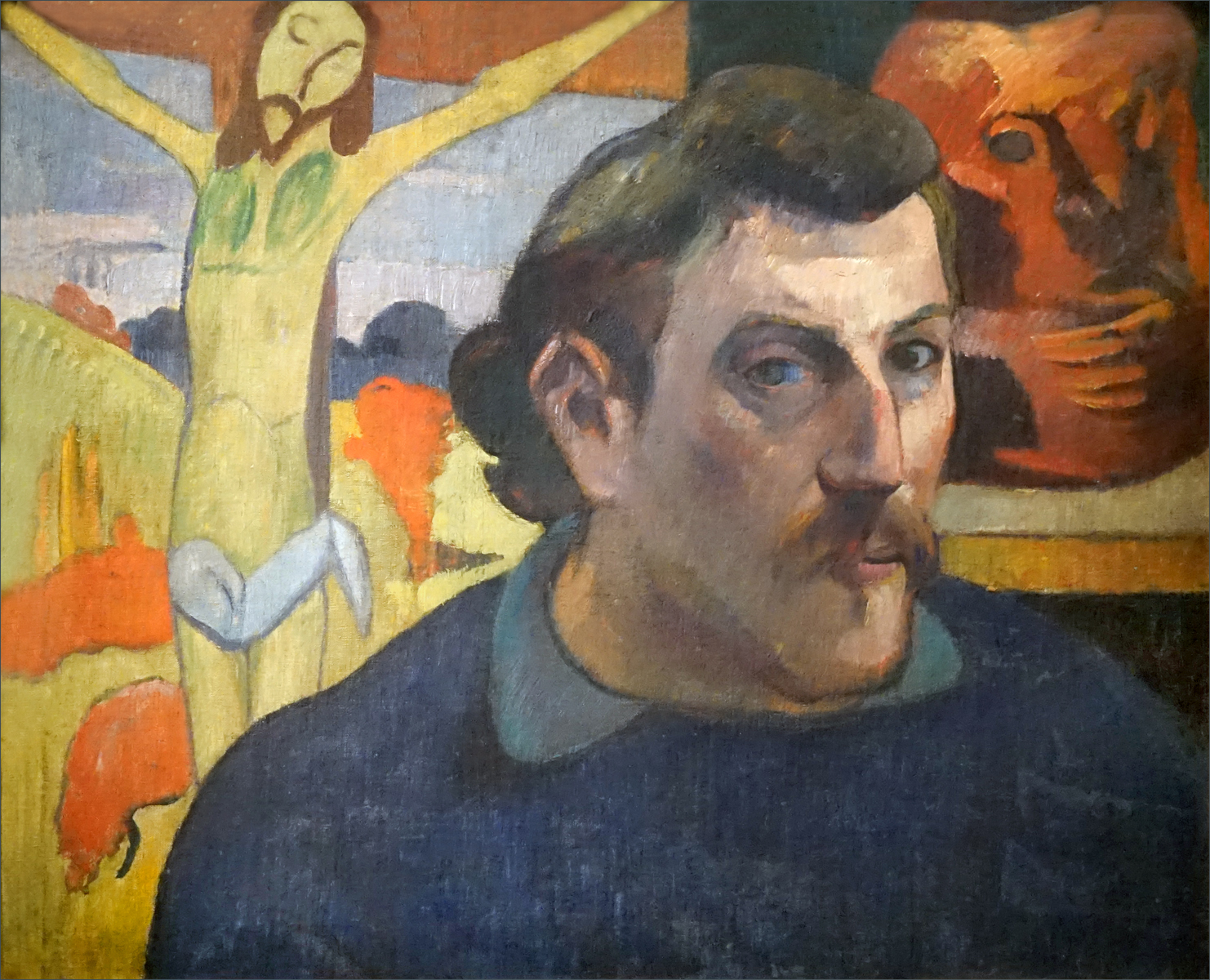
Autoportrait au Christ jaune, de Gauguin, où il représente son Christ jaune, inversé, en partie gauche.